# Kernwerktuig
Een kernwerktuig (Engels: core tool) is een stenen werktuig gemaakt door het bewerken van een steen waarbij de kern van deze steen tot het eigenlijke gereedschap werd  gevormd. Dit in tegenstelling tot afslagwerktuigen, waarbij de afslagen tot werktuigen werden gevormd. 
Kernwerktuigen behoren tot de oudste stenen werktuigen, teruggaand tot het vroegpaleolithicum (type 1 en 2-werktuigen). Ze variëren  van eenvoudige choppers tot zorgvuldig bewerkte vuistbijlen.
Tijdens het middenpaleolithicum ontwikkelde zich de Levalloistechniek, waarbij een kernsteen zodanig voorbereid werd dat er meerdere afslaggereedschappen uit gevormd konden worden. Dit vergrootte het spaarzaam gebruik van kostbaar beginmateriaal, terwijl men met de afslagen ook langere en scherpere snedes verkreeg.